# John Mor Tanister
John Mór Tanister (gaélique écossais : Eòin Mòr Tànaiste ou Iain MacDhòmhnaill, mort en 1427) est le second fils Jean Ier MacDonald, Seigneur des Îles, et de sa seconde épouse Margaret Stuart une fille du roi Robert II d'Écosse. il est le fondateur du Clan MacDonald de Dunnyveg.

## Chef de Clan
John Mór reçoit comme domaine à la mort de son père 120 merklands (en) au Kintyre, avec les châteaux de Dunaverty (en), Skipness et d'Airds (en) et 60 merklands sur l'île d'Islay avec le château de Dunyvaig (en).
Insatisfait de cet héritage il prend la tête d'une révolte contre son frère Donald MacDonald d'Islay Seigneur des Îles dont il avait été reconnu l'héritier (gaélique : tànaiste) selon le droit gaélique de la Tanistrie.
La rébellion prend fin en 1387 et dans les années 1390. John obtient l'appui du puissant Clan Maclean. Cependant, John et les Maclean doivent se soumettre à Dómhnall[Qui ?], et en 1395 John Mór est dans l'obligation de s'enfuir en Irlande où il entre au service du roi Richard II d'Angleterre en Antrim puis de son successeur le roi Henri IV.
C'est à cette époque qu'il épouse Margery Byset (en), une fille de MacEoin Bisset, seigneurs des Glens d'Antrim. Selon la tradition du clan Donald c'est à la suite de cette union qu'il reçoit en dot les Glens et l'île de Rathlin en Irlande. Il prend alors le titre de seigneur de Dunnyvaig et des Glens. En fait il s'agit d'une interprétation rétroactive car les MacEoin Bisset continuent de posséder les Glens d'Antrim jusqu'à la mort au cours d'un combat en 1522 du dernier membre mâle connu de cette famille.
John Mór commande la réserve du Clan Donald lors de la Bataille de Harlaw au nord d'Inverurie en Aberdeenshire le 24 juillet 1411. Ensuite il combat contre Robert Stuart, Duc d'Albany, qui avait pillé leur domaine d'Argyll afin de contraindre son frère Donald MacDonald d'Islay à se soumettre.
John Mór est tué par James Campbell, chargé de l'arrêter sur ordre du roi lors d'une réunion à Ard-du, Islay en 1427.

## Union et postérité
De son épouse, Margaret, fille de MacEoin Bisset, seigneur des Glens, il a :
- Donald Balloch MacDonald.

Il est également le père de Ranald MacDonald, 1er Chef de Largie, né d'une fille de Finnon (l'Abbé Vert) ou de son épouse.

## Sources
- (en) Cet article est partiellement ou en totalité issu de l’article de Wikipédia en anglais intitulé « John Mór Tanister » (voir la liste des auteurs), édition du 10 juin 2012.
- Fitzroy Maclean Higlanders . Histoire des clans d'Écosse Éditions Gallimard ¨, (Paris 1995)  (ISBN 2724260910)
- (en) Mike Ashley The Mammoth Book of British Kings & Queens Robinson (Londes 1998)  (ISBN 1841190969) « John II, Angus Og Donald Dubh (The Black) » p. 539-541 et table généalogique n° 39 p.  537.
- (en) John L. Roberts « Downfall of Clan Donald », dans Lost Kingdoms, Celtic Scotland and the Middle Ages Edinburgh University Press (Edinburgh 1997)  (ISBN 0748609105) p. 198-216.
- (en) Richard Oram, « The Lordship of the Isles, 1336-1545 », dans Donald Omand édition The Argyll Book, (Edinburg, 2005), p.  123-39